# Sebastian (musicista)
Sebastian, pseudonimo di Knud Torben Grabow Christensen (19 dicembre 1949), è un musicista, cantante e compositore danese.
È anche autore di colonne sonore per vari film, tra cui Du er ikke alene del 1978.

## Filmografia parziale

### Musiche
- Alì e il tappeto volante (Hodja fra Pjort), regia di Karsten Kiilerich (2018)